# Dario Jertec
Dario Jertec (* 4. Oktober 1985 in Varaždin, SR Kroatien) ist ein kroatischer ehemaliger Fußballspieler.
Jertec wechselte 2004 von NK Medjimurje in die erste kroatische Liga zum NK Varteks, nach zweieinhalb Jahren, in denen er 63-mal für die erste Mannschaft auflief und dabei sechs Tore erzielte, wechselte er im Winter 2006/07 zu Dinamo Zagreb, wo er in derselben Saison kroatischer Fußballmeister und Pokalsieger wurde. In der darauf folgenden Saison war er an NK Rijeka ausgeliehen, bevor er im Sommer 2008 mit insgesamt 100 Erstligaspielen zu Hajduk Split wechselte. 2010 unterschrieb er einen Vertrag bei dem saudi-arabischen Klub Al-Faisaly.
2006 kam Jertec zu sechs Einsätzen in der kroatischen U-21-Nationalmannschaft.